# Naissance en 1280
Naissance
- 1276
- 1277
- 1278
- 1279
- 1280
- 1281
- 1282
- 1283
- 1284

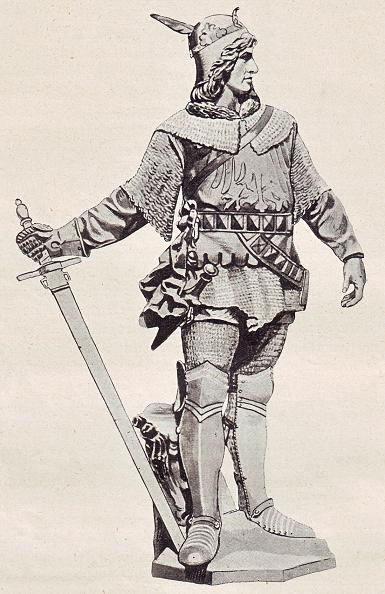
Valdemar de Brandebourg, né vers 1280.

Cette page dresse une liste de personnalités nées au cours de l'année 1280 :
- mars : Pierre Bertrand, ou Pierre Ier Bertrand dit Pierre Bertrand l'Ancien, cardinal français.

- Blanche d'Anjou, ou Blanche d’Anjou-Sicile ou Blanche de Naples, reine d'Aragon et reine de Sicile.
- Pierre Auriol, théologien franciscain.
- Marie d'Avesnes, duchesse de Bourbon.
- Niccolò da Reggio, ou Nicola Deoprepio, médecin helléniste italien.
- Pietro da Rimini, peintre italien de l'école de Rimini.
- Giovanni da Valente, troisième Doge de la république de Gênes.
- Claire de Rimini, religieuse italienne de l'ordre des Clarisses, considérée comme bienheureuse par l'Église catholique.
- Ugolino di Nerio ou Ugolino da Siena, peintre de l'école siennoise, élève de Duccio di Buoninsegna.
- Khwaju Kermani, poète persan.
- Alice Kyteler, dame de la noblesse hiberno-normande et la première personne accusée de sorcellerie en Irlande.
- Oldjaïtou, ou Uljaytu, aussi connu sous le nom persan de Muhammad Khodabandeh, prince mongol descendant de Gengis Khan, membre de la dynastie des Houlagides, est le huitième ilkhan de Perse.
- Guido Palmerucci, ou Guido di Palmeruccio, peintre italien de l'école ombrienne.
- Matteo Silvatico, ou Matthaeus Silvaticus, médecin et botaniste écrivant en latin, qui a enseigné à l'École de médecine de Salerne.
- Stefan Vladislav II, monarque serbe de la dynastie des Nemanjić, dernier roi de Syrmie.
- Wu Zhen, peintre, poète, calligraphe chinois.

date incertaine (vers 1280)
- Guido da Vigevano, ou Guy de Vigevano, médecin, anatomiste et ingénieur militaire italien.
- Amaury III de Craon, seigneur de Craon, de la Bastide de Créon et de Mareuil, seigneur de Sablé et de Jarnac, sénéchal d'Aquitaine ainsi que sénéchal d'Anjou.
- Jean II de Viennois, dauphin de Viennois.
- Guillaume de Laudun, archevêque de Vienne puis archevêque de Toulouse.
- Valdemar de Brandebourg, prince de la maison d'Ascanie fut corégent de la marche de Brandebourg puis, en tant que tuteur de son cousin Henri II le Jeune, margrave.

## Crédit d'auteurs
- Cet article est partiellement ou en totalité issu de l'article intitulé « 1280 » (voir la liste des auteurs).